# The Easiest Way
The Easiest Way is een film uit 1931 onder regie van Jack Conway. De film is gebaseerd op een toneelstuk van Eugene Walter, dat in 1909 te zien was. De film werd ook in 1917 uitgebracht met Clara Kimball Young in de hoofdrol.

## Rolverdeling
| Acteur               | Personage                       |
| -------------------- | ------------------------------- |
| Constance Bennett    | Laura 'Lolly' Murdock           |
| Adolphe Menjou       | William 'Will' Brockton         |
| Robert Montgomery    | Jack 'Johnny' Madison           |
| Anita Page           | Peg Murdock Feliki              |
| Marjorie Rambeau     | Elfie St. Clair, Brockton Model |
| J. Farrell MacDonald | Ben Murdock                     |
| Clara Blandick       | Agnes 'Aggie' Murdock           |
| Clark Gable          | Nick Feliki                     |